# 리처드 블레이드
리처드 블레이드(Richard Blade, 1956년 5월 23일 ~ )는 미국의 디스크 자키, 배우, 라디오 DJ이다.
잉글랜드에서 태어났다.

## 영화
- 글로리 데이즈(영어판) (2010년) - 더 보이스 역
- 롱 로스트 선 (2006년)
- 게이머스 (2006년)
- 로큰롤 하이 스쿨 포에버 (1991년)
- 청춘 댄스 파트너 (1985년)